# Caligatus venustissima
Caligatus venustissima là một loài bướm đêm trong họ Noctuidae.